# Csanád Szegedi
Csanád Szegedi (ur. 22 września 1982 w Miszkolcu) – węgierski polityk i działacz partyjny, poseł do Parlamentu Europejskiego VII kadencji.

## Życiorys
Ukończył szkołę średnią Lévay József Református Gimnázium w rodzinnym Miszkolcu, później studiował na lokalnym uniwersytecie i Károli Gáspár Református Egyetem w Budapeszcie.
W 2005 znalazł się wśród założycieli Ruchu na rzecz Lepszych Węgier, określanego m.in. jako ugrupowanie antysemickie. Rok później zakładał paramilitarną Gwardię Węgierską, której został jednym z ideologów. W wyborach europejskich w 2009 uzyskał mandat posła do Parlamentu Europejskiego z 3. miejsca Ruchu na rzecz Lepszych Węgier.
W 2012 Csanád Szegedi wystąpił z partii, potwierdzając informacje o żydowskim pochodzeniu swojej matki (jego babka była więźniarką obozu koncentracyjnego Auschwitz-Birkenau). Konwertował się na judaizm, a także zaczął publicznie krytykować antysemicką retorykę swojego byłego ugrupowania. W 2016 osiedlił się w Izraelu.